# Герб Туриці
Герб Туриці — офіційний символ села Туриця Перечинського району Закарпатської області, затверджений рішенням сесії сільської ради.
Срібний щит розтятий, із зеленим увігнутим укороченим вістрям. На правій частині дві лазурові балки; на лівій — Апостоли Петро з ключами і книгою і Павло з мечем і книгою. На вістрі срібний тур. Герб села є промовистим.
Автори — Ю.Кул, В.Ньорба, М.Микита.